# Simskälafärjan
Simskälafärjan är en linfärja (vajerfärja) som förbinder vägnätet på Simskäla med vägnätet på fasta Vårdö på Åland. Färjan är en förlängning av Sandövägen (landskapsväg 680) och anlöper färjfästet som är beläget på Östra Simskäla, varifrån man med bil kan ta sig till Västra Simskäla.
För färjtrafiken ansvarar Ålandstrafiken.